# Station 13
Station 13 er en dansk tv-serie på otte afsnit, der er skrevet af Stig og Peter Thorsboe med inspiration fra den amerikanske tv-serie Distrikt Hill Street. Serien er instrueret af Edward Fleming og blev oprindeligt sendt fra 1988 til 1989. Medvirkende tæller blandt andre Ole Ernst, Kirsten Cenius, Nonny Sand, Tine Miehe-Renard, Henrik Koefoed, Thomas Eje, Peter Schrøder, Henning Jensen, Ove Sprogøe og Henning Moritzen.
Serien finder sted på en københavnsk politistation på Amager og følger både de erfarne og nyuddannede betjentes arbejdsliv samt privatliv. Undervejs opstår der i episoderne situationer og konflikter, ofte i en humoristisk tilgang.

## Medvirkende
- Ole Ernst - Erik Therkildsen
- Kirsten Cenius - Lena
- Nonny Sand - Anne Marie Hansen
- Tine Miehe-Renard - Vibeke
- Henrik Koefoed - Jan Sørensen
- Thomas Eje - Kjeldsen
- Peter Schrøder - Hansen
- Henning Jensen - Bent
- Ove Sprogøe - Hr. Nielsen
- Henning Moritzen - Walther
- Stig Hoffmeyer - Jørgen
- Lars Bom - Olsen
- Lars Lunøe - Oluf Knudsen
- Holger Perfort - kriminalkommissær Berggren
- Axel Strøbye - Arnold Simonsen
- Kirsten Rolffes - Fru Simonsen
- Poul Glargaard - Henriksen
- Sisse Reingaard - Fru Henriksen
- Karen Berg - Fru Olsen
- Christoffer Bro - håndværker Karlsen
- Ricki Rasmussen - tilskuer
- Gerda Gilboe - dame med hund
- Allan Olsen - Brian
- Lisbet Lundquist - dame i solarium
- Lars Lohmann - Brians ven
- Steen Springborg - mand udsat for cykeltyveri
- Dario Campeotto - Mario
- Solbjørg Højfeldt - lægen Susanne
- Dick Kaysø - beruset svensker
- William Kisum - vicevært
- Holger Munk Andersen - pelshandler
- Pia Koch - prostitueret kvinde
- Lars Knutzon - bordelkunde
- Else Petersen - Inge Marie Jensen
- Bent Warburg - spritbilist
- Ole Thestrup - Hr. Poulsen
- Martin Miehe-Renard - gæst på værtshus
- Karen Marie Løwert - kvinde i bil
- Willy Rathnov - Birger Olsen
- Benny Juhlin - præst
- Kjeld Nørgaard - Petersen
- Peter Steen - betjent ved gidseldrama
- Michael Falch - Arne Nystrøm
- Gitte Naur - Eva
- Nadia Froberg - Evas datter
- Erni Arneson - Evas nabo
- Kirsten Hansen-Møller - receptionist
- Ilse Rande - sygeplejerske
- Benny Hansen - Juul
- Lone Helmer - Bibbi Juul
- Ann-Mari Max Hansen - søster til afdød
- Preben Kristensen - ansat ved fængsel
- Erik Paaske - salgschef

Andre medvirkende kan nævnes Erik Kühnau, Anders Baggesen, Allan Frank og Preben Fischer.